# Jogging International
Jogging International est un magazine mensuel français. Il appartient aux Éditions Riva.

## Publications

### Le magazine Jogging International
Leader de la presse running en France depuis sa création en 1983, Jogging International, le magazine du plaisir de courir et de la forme, est l’outil, l’entraîneur personnel de tous les coureurs, débutants ou confirmés. Ils trouvent chaque mois, tous les conseils et informations qui font la vie du coureur à pied, à travers ses cinq grandes rubriques : Entraînement (Performance, Santé et Forme), Équipement (nouveautés et tests), Communauté (portraits et interviews et enquêtes), Course (Présentations d'épreuves et compte-rendu de courses couvertes par les journalistes) et Trail.
- Entraînement : quel que soit le niveau du coureur, Jogging International s’entoure des meilleurs spécialistes pour lui permettre de s'entraîner à son rythme. L'occasion de comprendre comment structurer son entraînement et de découvrir toutes les dernières avancées scientifiques concernant la physiologie.Dans cette rubrique, on retrouve également des conseils sur la nutrition, les blessures des coureurs et la santé d'un point de vue général.
- Équipement : Tout l’équipement du coureur à pied est passé au crible par la rédaction. Bancs d’essais, tests détaillés et conseils d’utilisation et fiches techniques sont disponibles pour s'équiper à la course à pied dans les meilleures conditions.
- Communauté : cette rubrique est consacrée à la découverte de ceux qui font le running : qu'ils soient simples amateurs ou professionnels. Chaque mois un grand portrait ou une interview leur est consacrée. On y retrouve également tous les sujets traitant de l'environnement du coureur et de son impact au sein de la société. La chronique "Derrière la photo" brosse le portrait d'un influenceur de la course à pied.
- Courses : chaque numéro présente un zoom sur les courses du moment : celles à venir et celles déjà courues. Pour chaque course, sont publiés la date, les distances, l’heure et le lieu du départ ainsi que les droits d’inscription : une vraie carte d’identité de la course.Très régulièrement des comptes rendus de courses auxquelles ont participé les journalistes sont réalisés.
- Trail : La rubrique consacrée à la pratique du trail se trouve en fin de magazine. Elle se concentre sur l'entraînement spécifique à la discipline ainsi qu'à la mise en avant de "spots de trail".

### Site internet et Réseaux sociaux
Le site de Jogging International a été lancé en novembre 2002. En France, 1 590 000 individus entre 25 et 45 ans pratiquent la course à pied comme première discipline sportive[réf. souhaitée]. Sur ce marché en plein essor, le site internet de Jogging International propose des réponses aux coureurs sur l’entraînement, les courses, l’équipement, la santé et la forme, ajoutant à cette offre de nombreuses fonctions communautaires.
Le site permet ainsi aux coureurs de tous niveaux de s’informer, de progresser et d’échanger avec la communauté des pratiquants.
Le titre est aussi présent sur les réseaux sociaux avec une page Facebook (137 000 abonnés) et un compte Instagram (6 000 abonnés)

### Hors-série et suppléments
Jogging International propose chaque année des suppléments et hors-série  :
- Le calendrier des courses : supplément paraissant en décembre avec le premier numéro de l'année, il présente toutes les courses en France sur route et en nature. Une rubrique est aussi consacrée aux courses étrangères (Suisse et Belgique). Toutes les épreuves sont classées par région et détaillées, de la plus courte jusqu’au marathon.
- Le carnet d’entraînement : supplément paraissant en novembre avec le dernier numéro de l'année, il permet d’inscrire vos séances hebdomadaires, vos résultats, à l’entraînement comme en compétition. Un carnet indispensable pour le quotidien du coureur.
- Le Hors-série Trail: édité tous les ans en fin mai/début juin, il se consacre exclusivement à la pratique du trail. Entrainement spécifique, conseils d'équipement (notamment le guide d'achat des chaussures de trail), portraits et grandes interviews ainsi que découverte de spots de trail et de course à faire sont au menu chaque année.

## Diffusion
La diffusion payée en France de Jogging International :
| Titre                 | 2004   | 2005   | 2006   | 2007   | 2008   | 2009   | 2013   |
| --------------------- | ------ | ------ | ------ | ------ | ------ | ------ | ------ |
| Jogging International | 46 300 | 45 792 | 42 996 | 41 567 | 38 572 | 34 978 | 30 405 |